# چن یی‌ون
چن یی‌ون (انگلیسی: Chen Yiwen؛ زادهٔ ۱۵ ژوئن ۱۹۹۹) ورزشکار شیرجه اهل چین است.
وی در مسابقات کشوری و بین‌المللی در مجموع برندهٔ ۸ مدال طلا، ۱ مدال نقره شده است.